# Nordfjord
El Nordfjord (literalment "fiord del nord") és un fiord de Noruega, situat al comtat de Sogn og Fjordane, concretament als municipis de Selje, Vågsøy, Bremanger, Eid, Gloppen, Hornindal, i Stryn.
El fiord té una longitud aproximadament de 106 quilòmetres de llargada. Es troba a la regió del llac de Stadhavet, del Jostedalbreen, la glacera més gran de l'Europa continental. També hi ha a prop el Hornindalsvatnet, el llac més profund d'Europa amb 514 metres, així com la glacera Briksdal, particularment espectacular. L'esquí pot ser practicat una bona part de l'any sobre les muntanyes de Stryn. Les comunitats que s'hi estableixen són molt antigues, datant a vegades del període viking.

## Galeria

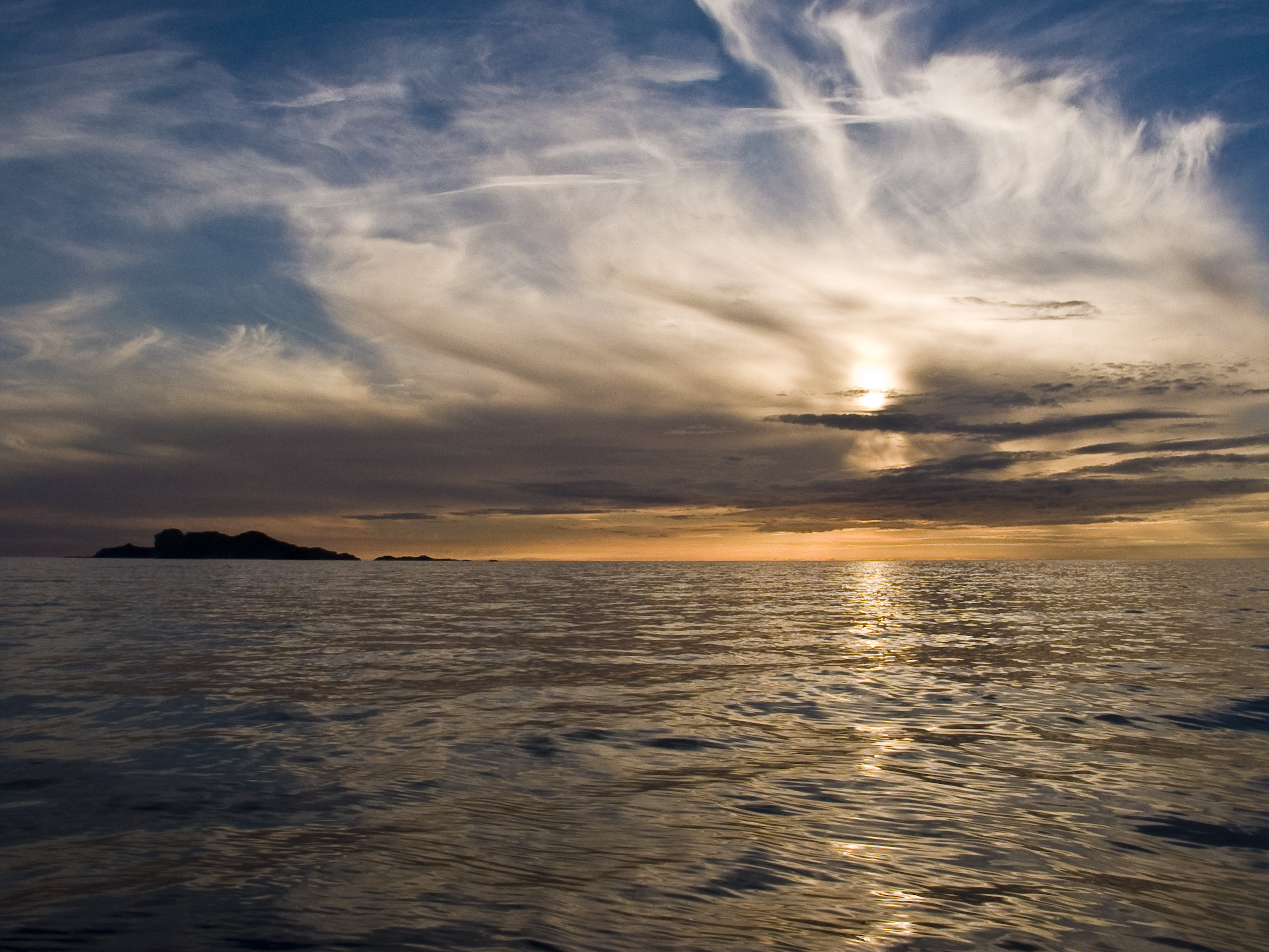
Nordfjord a Klovningen
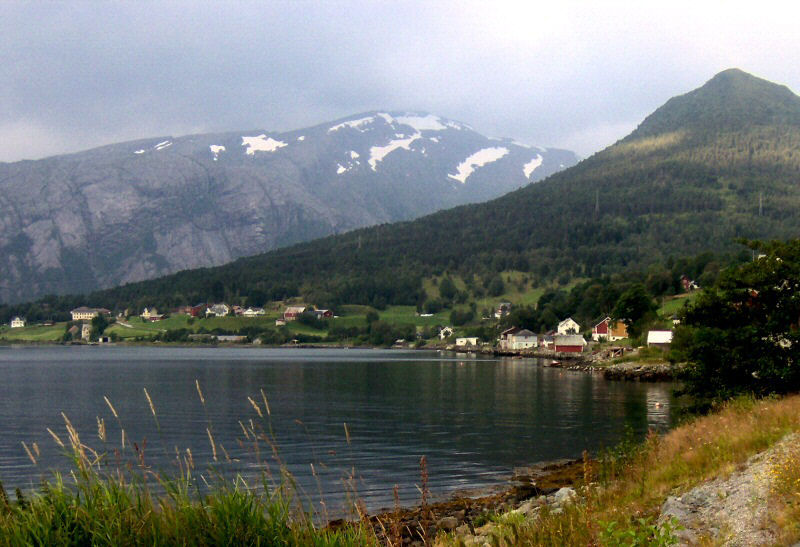
Nordfjord a Ålfoten
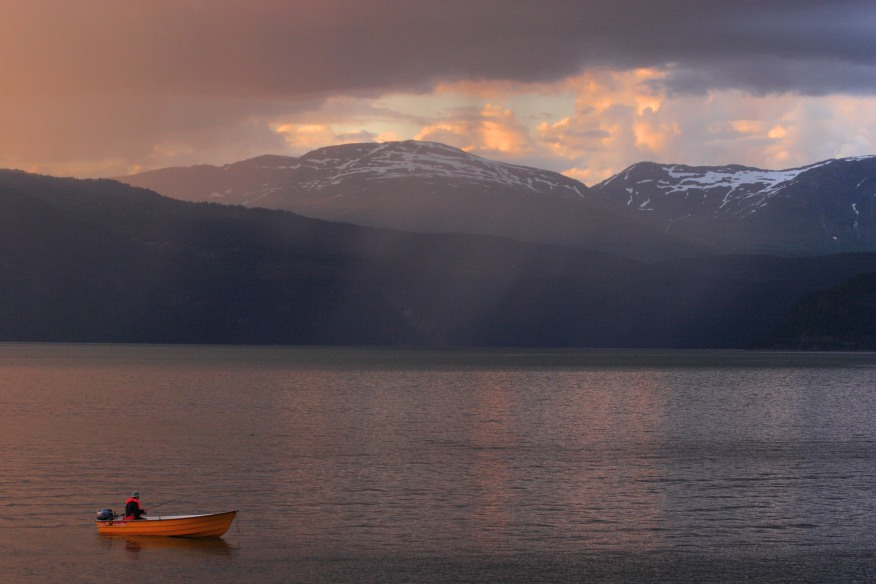
Solnedgang a Nordfjord
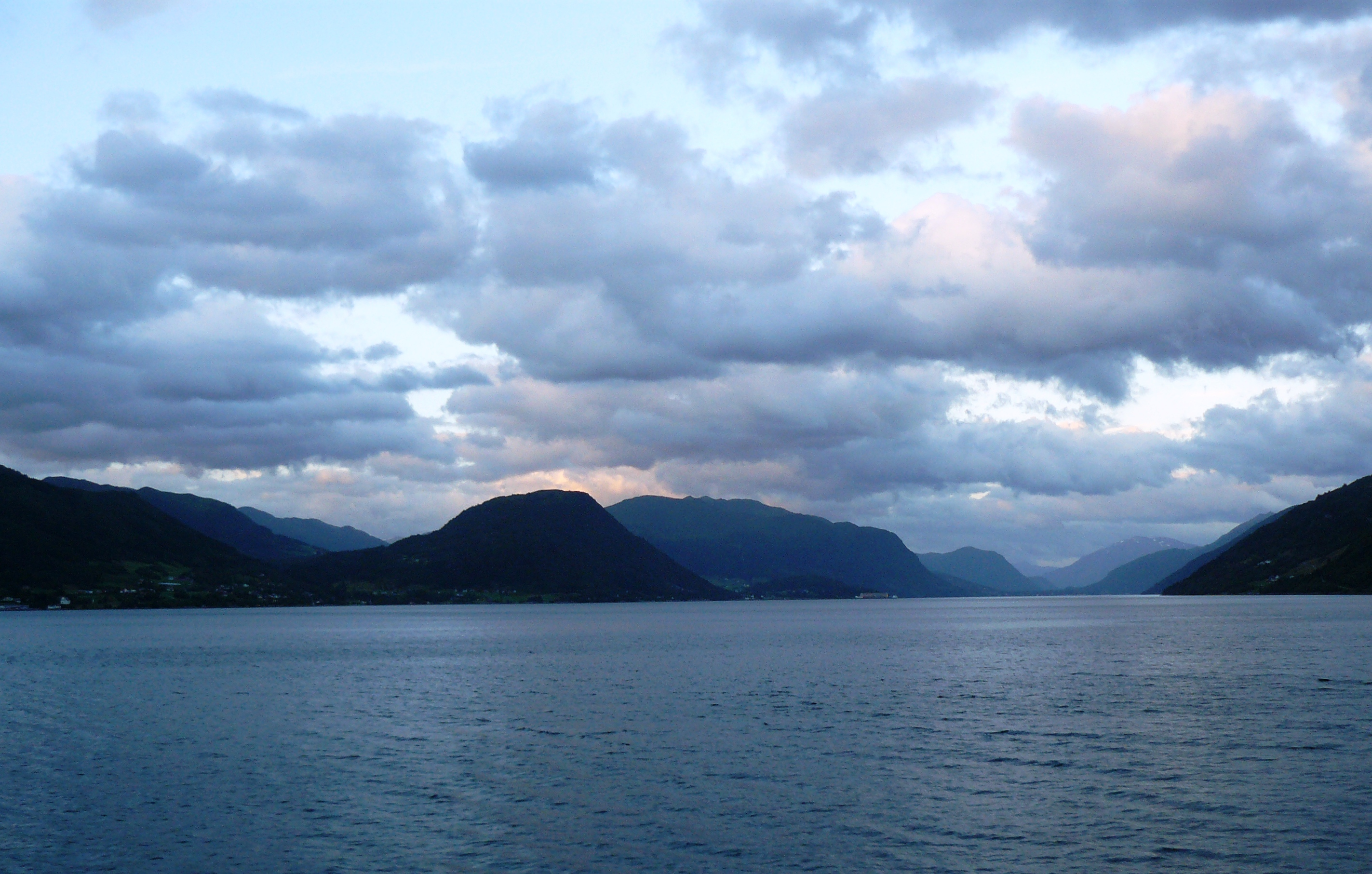
Eidsfjorden
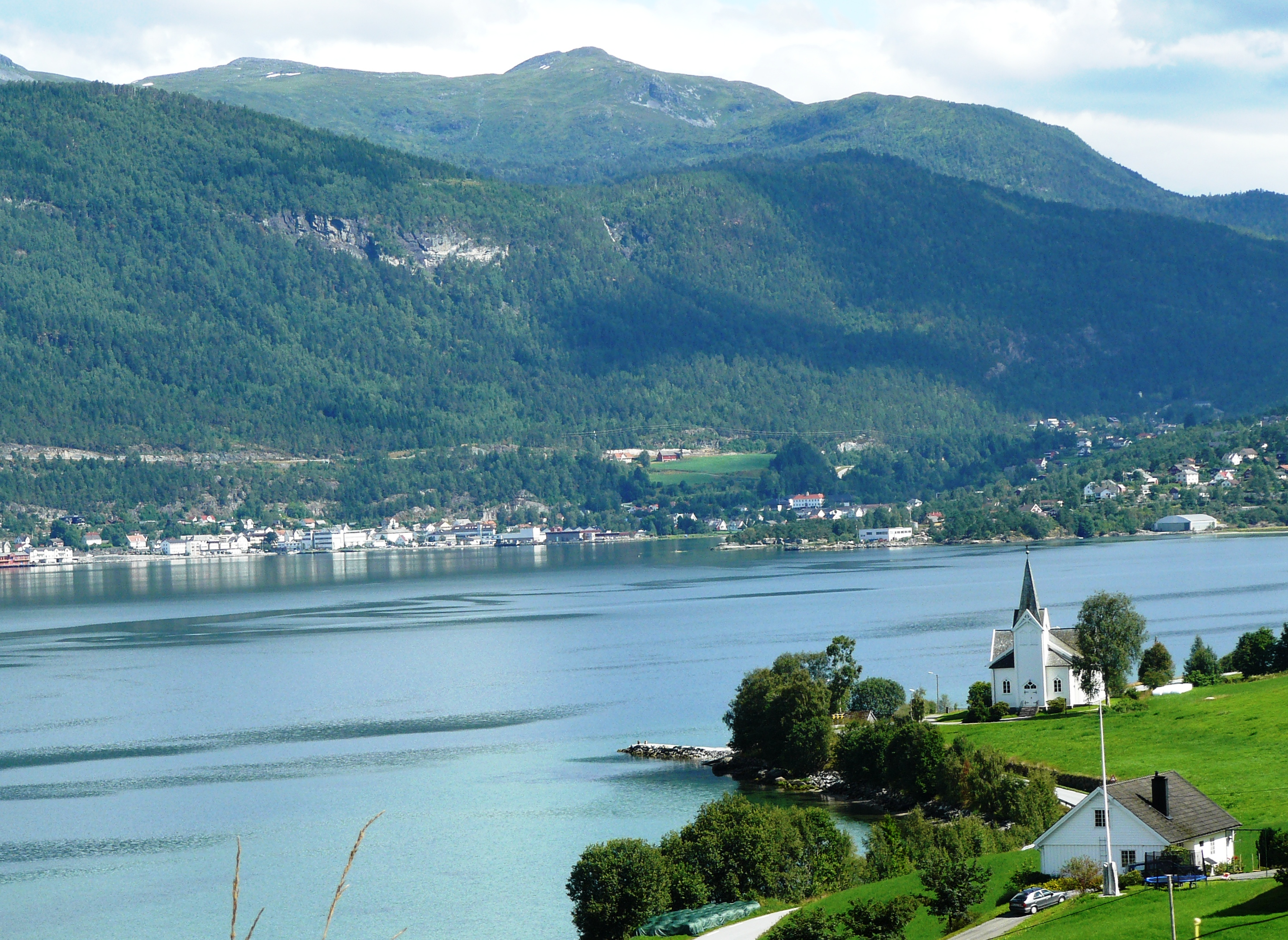
Gloppefjorden
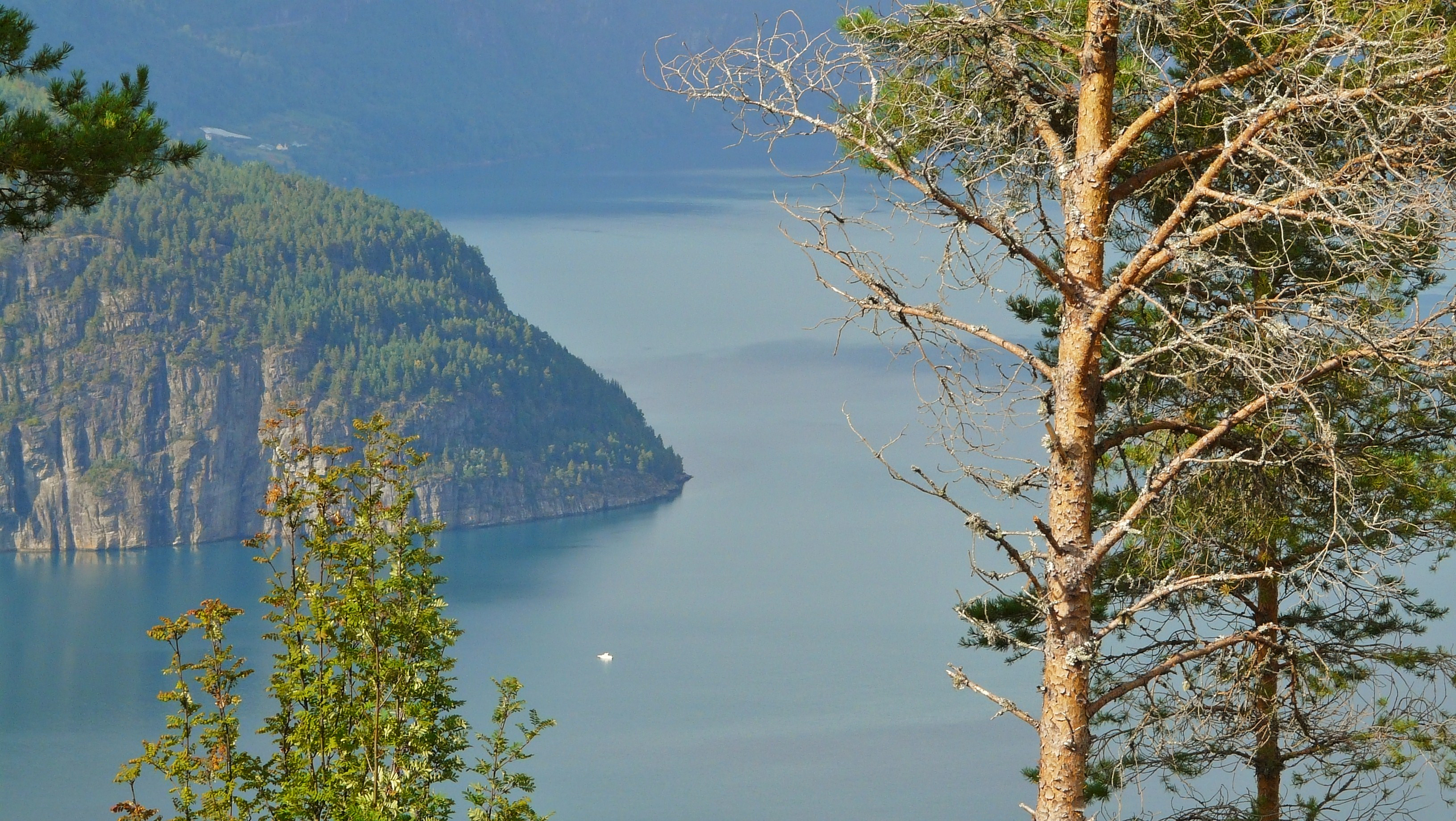
Innvikfjorden
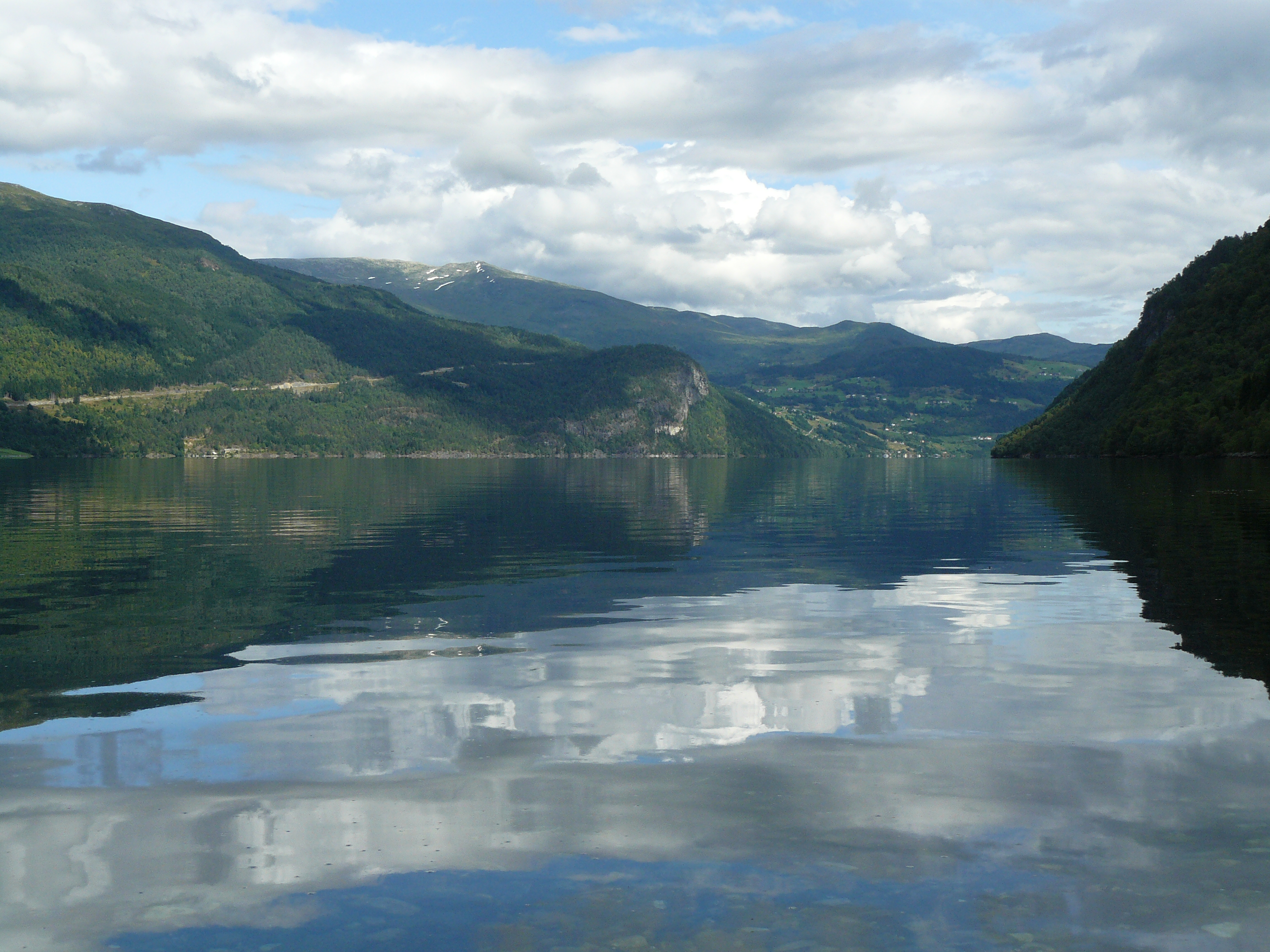
Utfjorden
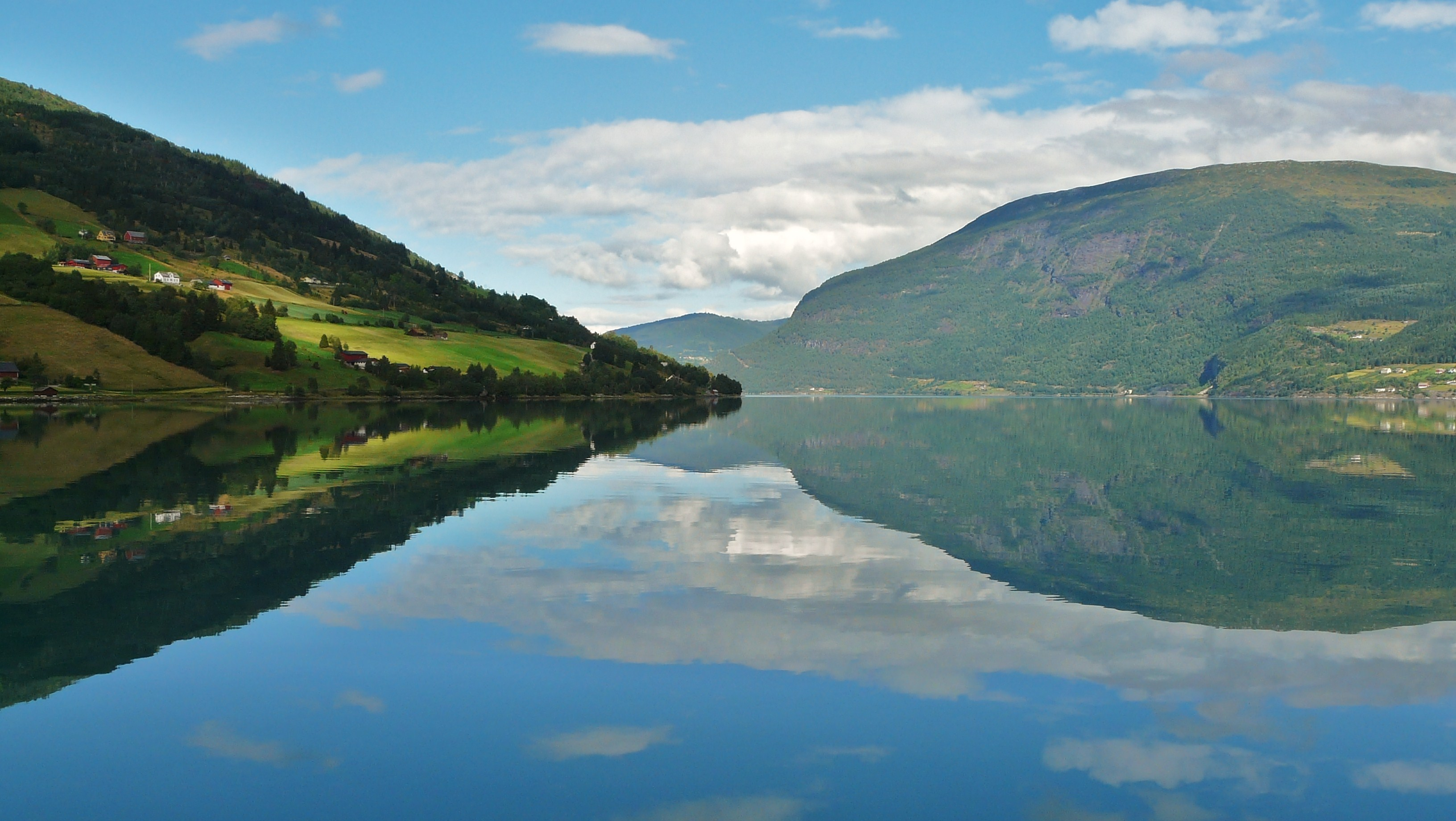
Nordfjord vist des d'Olden a Stryn
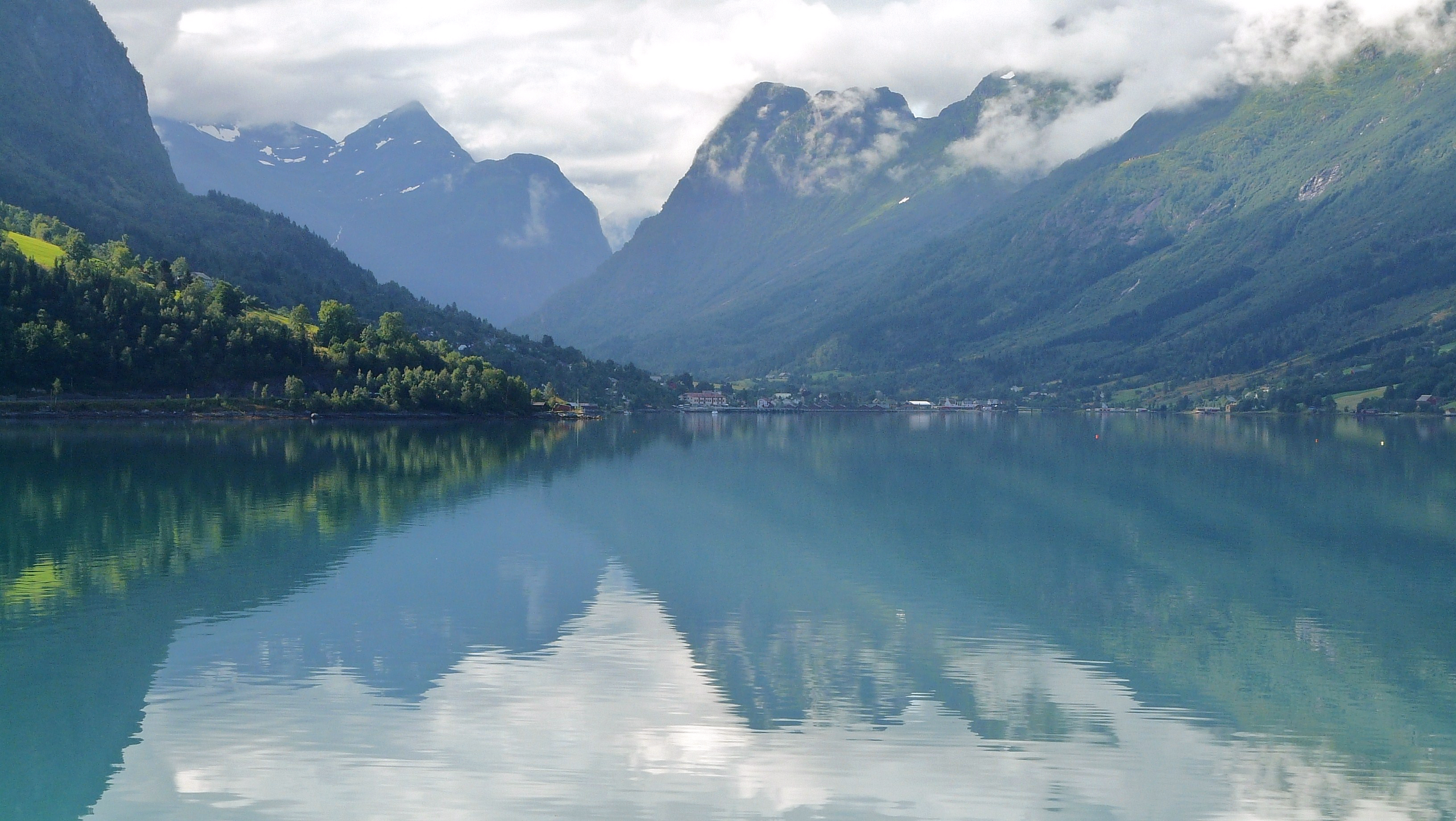
Nordfjord vist cap a Olden a Stryn
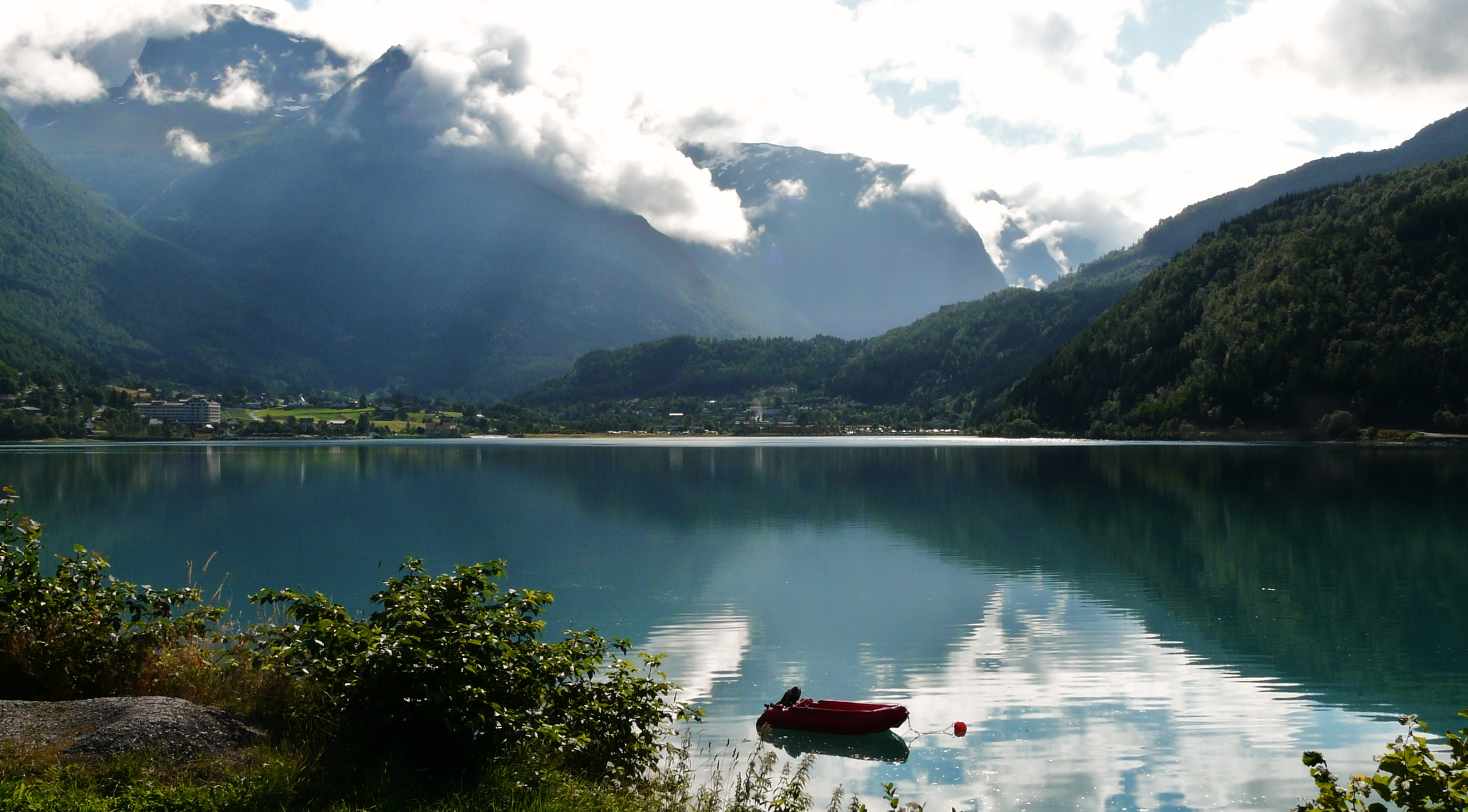
Lobukta a Stryn